# Futbolo Klubas Riteriai 2019
Questa voce raccoglie le informazioni riguardanti il Futbolo Klubas Riteriai nelle competizioni ufficiali della stagione 2019.

## Rosa
| N. |                           | Ruolo | Calciatore              |
| -- | ------------------------- | ----- | ----------------------- |
| 5  | Lituania (bandiera)       | D     | Ričardas Šveikauskas    |
| 6  | Lituania (bandiera)       | C     | Valentin Jeriomenko     |
| 7  | Nigeria (bandiera)        | A     | Terem Moffi             |
| 8  | Lituania (bandiera)       | C     | Mindaugas Grigaravičius |
| 9  | Lituania (bandiera)       | A     | Donatas Kazlauskas      |
| 10 | Costa d'Avorio (bandiera) | C     | Lajo Traoré             |
| 12 | Ghana (bandiera)          | C     | David Amoah             |
| 13 | Lituania (bandiera)       | C     | Rokas Masenzovas        |
| 14 | Lituania (bandiera)       | A     | Dominyk Kodz            |
| 15 | Lituania (bandiera)       | D     | Justinas Januševskij    |
| 16 | Lituania (bandiera)       | C     | Matas Ramanauskas       |
| 18 | Lituania (bandiera)       | D     | Dominykas Barauskas     |
| 19 | Lituania (bandiera)       | A     | Edvinas Baniulis        |

| N. |                     | Ruolo | Calciatore           |
| -- | ------------------- | ----- | -------------------- |
| 20 | Lituania (bandiera) | D     | Aleksandras Levšinas |
| 22 | Lituania (bandiera) | C     | Elvinas Ališauskas   |
| 24 | Lituania (bandiera) | A     | Dovydas Virkšas      |
| 28 | Lituania (bandiera) | A     | Juozas Lubas         |
| 29 | Lituania (bandiera) | C     | Rokas Filipavicius   |
| 33 | Lituania (bandiera) | D     | Valdemar Borovskij   |
| 44 | Lituania (bandiera) | C     | Tomas Dombrauskis    |
| 50 | Lituania (bandiera) | C     | Justinas Marazas     |
| 75 | Lituania (bandiera) | A     | Ernestas Stočkūnas   |
| 88 | Lituania (bandiera) | P     | Tadas Simaitis       |
| 91 | Lituania (bandiera) | P     | Tomas Čepulis        |
| 99 | Lituania (bandiera) | P     | Vincentas Šarkauskas |
|    | Lituania (bandiera) | C     | Svajūnas Čyžas       |